# Barbarossa (Schiff, 1970)
Barbarossa ist der Name eines Fahrgastschiffes, das auf dem Main im Einsatz ist.

## Geschichte
Das Schiff wurde 1970 auf der Schiffswerft Johann Hupp in Eibelstadt gebaut. Es hieß laut Dieter Schubert bis 1993 Roselinde und soll unter diesem Namen seinen Heimathafen in Miltenberg gehabt haben. Günter Benja, der 1975 ein Verzeichnis der westdeutschen Fahrgastschiffe zusammenstellte, kennt allerdings keine Roselinde und verzeichnet für Miltenberg nur drei Schiffe namens Goethe, Mozart und Schiller, für die er außerdem keinerlei Daten angibt. Diese Schiffe fuhren damals für das Unternehmen „Hans Henneberger Personenschiffsreederei“. Es gab aber zeitweise auch einen Schiffsbetreiber namens Rudolf Krämer in Miltenberg. Diesem gehörten, wie die Aufschrift auf einer Ansichtskarte zeigt, die Schiffe Roselinde und Olympia. Benja scheint das Krämersche Unternehmen nicht gekannt zu haben. Er führt nur eine bei Hupp gebaute Olympia mit einer Kapazität von 460 Fahrgästen auf, die für die Heidelberger Personenschiffahrt Gebr. Fischer fuhr. 1974 betrieb Rudolf Krämer seine Olympia aber noch, außerdem die Schiffe Schnatterloch und Stadt Miltenberg (letzteres wechselte 1975 den Besitzer). Eine Roselinde war 1974 laut Wasser- und Schifffahrtsdirektion Würzburg auf dem ganzen Main und auch auf dem Main-Donau-Kanal nicht beheimatet.
Eine weitere Ansichtskarte aus der Miltenberger Zeit zeigt ebenfalls die Schiffe Roselinde und Olympia. Dort wird für die Roselinde eine Kapazität von 600 Fahrgästen angegeben, während die Olympia 450 Personen befördern durfte.
Aus der Roselinde wurde nach dem Wechsel zur Veitshöchheimer Personenschifffahrt GmbH eine Barbarossa. Dieter Schubert gab im Jahr 2000 die Länge des Schiffes mit 40 Metern, die Breite mit 8,1 Metern und den Tiefgang mit 1,4 Metern an. Die Barbarossa wurde damals laut Schubert von zwei 300-PS-Maschinen angetrieben und durfte noch 400 Personen befördern. Schubert gibt an, das Unternehmen fahre ab dem Alten Kranen in Würzburg und biete vor allem Fahrten ins Maindreieck an.
Laut Bordplan stehen auf dem Hauptdeck der Barbarossa 122 Sitzplätze zur Verfügung, auf dem Mitteldeck 106 Sitzplätze im Innenraum und weitere 90 auf dem überdachten hinteren Freideck. Das Oberdeck ist ganz als Freideck gestaltet und bietet weitere 130 Sitzplätze.
Neben Barbarossa betreibt die Veitshöchheimer Personenschifffahrt noch ein Schiff namens Astoria, das eine Kapazität von 600 Personen hat. Die Astoria erscheint auch auf der Homepage der Reederei Henneberger, die außerdem noch die Schiffe Sivota, Bacchus und Mozart betreibt.